# Dinofelis
A Dinofelis (jelentése: „rettenetes macska”) az emlősök (Mammalia) osztályának ragadozók (Carnivora) rendjébe, ezen belül a macskafélék (Felidae) családjába és a fosszilis kardfogú macskaformák (Machairodontinae) alcsaládjába tartozó nem.

## Megjelenésük
A Dinofelis erős macskaféle volt, testfelépítése a mai jaguáréhoz hasonlított, de a mellső lábai erősebbek voltak. Marmagassága jellemzően 70 centiméter, testtömege 120 kilogramm körüli volt. Nem volt valódi hosszú kardfoga, hanem hosszabb, a mai macskafélékhez hasonló kúp alakú szemfogakkal rendelkezett. Kedvenc zsákmányai főemlősök voltak, köztük az Australopithecus-fajok is.

## Elterjedésük és fosszilis előfordulásuk
A Dinofelis-fajok a kora pliocéntől a középső pleisztocén korig éltek, körülbelül 5-1,2 millió évvel ezelőtt. Maradványaikat megtaláltak Európa, Afrika, Ázsia és Észak-Amerika területén. Kenyában, a Lothagam-rétegben, amely 8 millió évvel ezelőtt képződött a késő miocénben, Dinofelis-szerű kövületek kerültek elő, ami arra enged következtetni, hogy a Dinofelis hamarább is megjelenhetett.

## Rendszerezés
A nembe az alábbi 8 faj tartozik:
- Dinofelis aronoki – Kelet-Afrika
- Dinofelis barlowi – Dél-Afrika
- Dinofelis cristata – Kína (a korábban önálló fajnak tartott D. abeli-t ma e fajba sorolják)
- Dinofelis darti – Dél-Afrika
- Dinofelis diastemata – Európa
- Dinofelis paleoonca – Észak-Amerika
- Dinofelis petteri – Kelet-Afrika
- Dinofelis piveteaui – Dél-Afrika